# Radar de tramo

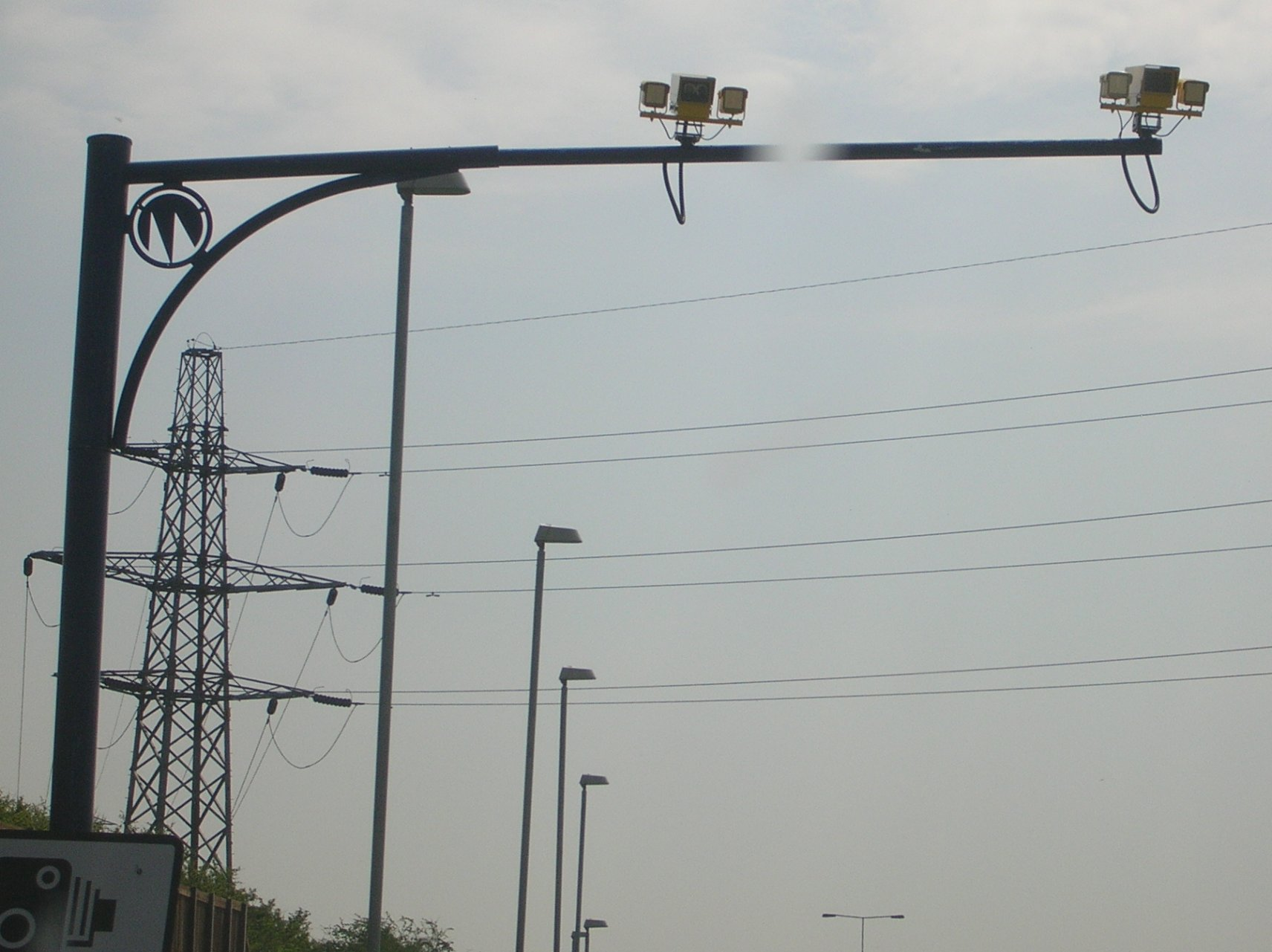
Cámaras de SPECS sobre una autopista

Un radar de tramo o cámara SPECS es un sistema de acotamiento de velocidad media en un tramo de carretera o autopista empleando un sistema de cámaras con reconocimiento de matrícula al inicio y al final de un tramo medido previamente, cronometrando el tiempo que se tarda al traspasarlo. Tiene este nombre, aunque las olas de Radar no  intervienen, puesto que es un procedimiento de cronometraje automatizado pareciendo al sistema de cronometraje manual VASCAR empleado en los EE. UU. desde los años 60.
Al principio los equipos fueron fabricados por Speed Check Services, de donde cogió su nombre en inglés, SPECS.  Es uno de los sistemas utilizados en la campaña refuerzo sobre el límite de velocidad en el Reino Unido. La firma Speed Check Services fue adquirida por Vysionics el 2010.

## Sobre las cámaras SPECS
Cámaras de SPECS operan en grupos de dos o más las cámaras instaladas a lo largo de una ruta fija que puede ser de 200 metros (660 pies) a 10 kilómetros (6.2 mí) de longitud. Hacen uso un reconocimiento automático de número de matrícula (ANPR) sistema para grabar la matrícula frontal de un vehículo  a cada lugar de cámara fijo. Mientras la distancia es sabida entre estos lugares, la velocidad mediana puede ser calculada para dividir este por el tiempo cogido para viajar entre dos puntos. Las cámaras utilizan fotografía infrarroja, permitiéndolos para operar ambos día y noche.
Hay un error popular que la Oficina de Casa ha aprobado el sistema de SPECS por uso de carril solo  sólo.  Según esta teoría, un automovilista puede por eso carriles de interruptor entre cámaras y reclamación no-aprobación para evitar persecución para acelerar.
A pesar de que es cierto que el uso de carril solo no es separar de la aprobación de tipo del sistema de cámara.  Es una limitación de la tecnología.
El diseño del sistema es tal que las cámaras sólo pueden operar por parejas, cada par puede monitoritzar sólo un carril de una vía multe carril. Es por eso posible, como mínimo en teoría, huir de la detección por cambiante de carril entre las cámaras de entrada y las cámaras de salida al final el vehículo será cámara de salida de un carril diferente. Aun así, en la práctica las autoridades son capaces de derrotar  fácilmente esta táctica por arreglando dos o más conjuntos de pares de cámaras para tener que solapin las áreas de controlar. De este modo el conductor no puede decir qué cámaras son de entrada y qué son de salida', al parecer  idénticos, no pueden decir dónde por carril cambiar para poder escapar de la detección.
El sistema tiene otro deficiencia dado que las cámaras están situadas para poder leer sólo la matrícula frontal de un vehículo, de este modo las motocicletas infractoras escapan a la detección porque no tienen número de matrícula frontal.
Las cámaras están a menudo pintadas de amarillo y a UK se los ha dado el apodo de "buitres amarillos".

## Incidentes
El febrero de 2007 una carta bomba explotó en la administración de Speed Check Services Limited, formando parte del que se cree que fue un ataque a las organizaciones relacionadas con el test de ADN y el control del transporte en carretera.

## Sistemas utilizados en diferentes países
Algunos de los sistemas similares utilizados en diferentes países:
- Trajectcontrole (Países Bajos, primer país para utilizar "control de velocidad mediana por tramo")
- Odcinkowy pomiar prędkości (Polonia)
- Control de sección (Austria)
- Tutor de Seguridad (Italia)
- Seguro-T-Quita (Australia)
- Trajectcontrole (Bélgica)